# Terra Natura (Múrcia)
|  | Aquest article tracta sobre el parc temàtic. Vegeu-ne altres significats a «Terra Natura». |

Terra Natura és un parc temàtic de Múrcia que es va inaugurar el 27 d'abril del 2007 un segon parc temàtic, ubicat a Espinardo, un barri de Múrcia.

## Descripció
Està format per uns 130.000 metres quadrats, dividits en tres àrees: Kenya, Ibèria (fauna ibèrica) i una tercera on el protagonista és un parc aquàtic similar al Mare Nostrum de Benidorm, i que és el primer de la regió murciana. El parc cull al voltant d'uns 700 animals de 50 espècies africanes i ibèriques. En cada zona hi ha diverses animacions, la més concorreguda de les quals és el "Desafío de las rapaces".
Al mirador dels lleons s'ubica un restaurant bufet lliure de menjar mediterrani. Al parc n'hi ha dos més, que es preveu que augmentin en el futur amb un altre de normal i un de dedicat a l'alta gastronomia.

## Horari i tarifes
L'horari d'obertura del parc és de 10 a 19 hores, encara que en estiu es preveu que siga més ampli. El preu actual (2007) és de 10 € per persona i dia.